# Лициния Краса Младша
Вижте пояснителната страница за други личности с името Лициния.
Лициния Краса Млада или Секунда (на латински: Licinia Crassa Secunda or Minor) e римлянка от Древен Рим през 1 век пр.н.е.

## Биография
Лициния е дъщеря е на оратора Луций Лициний Крас (консул 95 пр.н.е.) и Муция, дъщеря на Квинт Муций Сцевола (авгур) и Лелия Младша, дъщеря на Гай Лелий (консул 140 пр.н.е.). Баща ѝ умира през 93 пр.н.е., когато е претор.
Тя е сестра на Лициния Краса Стара, която се омъжва за Публий Корнелий Сципион Назика Серапион (консул 111 пр.н.е.), който умира по време на консулата си.
Лициния се омъжва за Квинт Цецилий Метел Пий, който е понтифекс 97 пр.н.е. и консул 80 пр.н.е. Двамата нямат деца и осиновяват Публий Корнелий Сципион Назика, който е син на сестра ѝ Лициния Краса Стара, взема името на съпруга ѝ и се казва вече Квинт Цецилий Метел Пий Сципион. Като член на фамилията Цецилии Метели или на Сципиони, той е в най-горния обществен слой на Рим и през 52 пр.н.е. консул. Същата година той омъжва дъщеря си Цецилия Метела, наричана Корнелия Метела, за Помпей Велики.